# The Worst Woman in Paris?
The Worst Woman in Paris? je americký dramatický film z roku 1933, který režíroval Monta Bell a napsali ho Monta Bell a Marion Dix. V hlavních rolích se představili Benita Hume, Adolphe Menjou, Harvey Stephens, Helen Chandler, Margaret Seddon a Adele St. Mauer. Film měl premiéru 20. října 1933 společnost Fox Film Corporation.

## Děj
Pařížská prominentka Peggy Vane je unavená ze života plného drbů, které z ní kvůli jejím obdivovatelům udělaly „nejhorší dámu v Paříži“. Se svým přítelem Adolphem Ballouem, „nejlépe oblečeným mužem v Paříži“, se dohodnou, že se rozejdou, protože je jejich život nudí. Peggy odjede do Ameriky, ale v Kansasu se zaplete do vlakové nehody.
Tam se sblíží s odvážným ředitelem školy Johnem Strongem, který zachrání cestující. Peggy se při záchraně dítěte zraní a zotavuje se v Johnově domě. Zamilují se do sebe a Peggy ho přesvědčí, aby přijal místo prezidenta univerzity. Brzy si však uvědomí, že její kontroverzní pověst by mohla zničit Johnovu kariéru.
Peggy se proto rozhodne vrátit do Paříže. Těsně před odjezdem se dozví, že Adolphe zkrachoval. Když ji John požádá o ruku, Peggy mu lháním ublíží a odchází. Zpět v Paříži obdaruje Adolpha svými šperky, aby mu pomohla splatit dluhy. Oba si uvědomí, že patří k sobě, vezmou se a rozhodnou se ignorovat klepny, které tvrdí, že se vrátila jen pro peníze.

## Obsazení
- Benita Hume jako Margaret Ann 'Peggy' Vane
- Adolphe Menjou jako Adolphe Ballou
- Harvey Stephens jako John Strong
- Helen Chandler jako Mary Dunbar
- Margaret Seddon jako paní John Strong
- Adele St. Mauer jako Jeanine
- Leonard Carey jako Chumley - komorník
- Maidel Turner jako paní Leda Jensen
- George Irving jako doktor
- John Irwin jako Mushy
- Theresa Harris jako Lily
- Edgar Norton jako komorník
- John Trent jako Suave Man